# 波莱西内-帕尔门塞
波莱西内-帕尔门塞（義大利語：Polesine Parmense），是意大利帕尔马省的一个市镇。总面积25平方公里，人口1501人，人口密度60.0人/平方公里（2009年）。ISTAT代码为034029。